# 武石町 (千葉市)
武石町（たけいしちょう）は、千葉市花見川区の地名。現行行政地名は武石町一丁目および武石町二丁目。郵便番号は262-0031。

## 概要
花見川区西部に位置し、千葉市の幕張町、長作町、浪花町、畑町、瑞穂、習志野市の屋敷と隣接する。武石町一丁目は、幕張町をはさみ、飛び地になっているエリアもある。

### 河川
花見川に隣接している。

## 歴史

### 千葉都市計画事業東幕張土地区画整理事業
詳しくは、「幕張町 (千葉市)#千葉都市計画事業東幕張土地区画整理事業」を参照

## 世帯数と人口
2022年（令和4年）11月15日現在の世帯数と人口は以下の通りである。
| 町丁         | 世帯数  | 人口    |
| ------------ | ------- | ------- |
| 武石町一丁目 | 520世帯 | 1,367人 |
| 武石町二丁目 | 918世帯 | 1,665人 |

## 小・中学校の学区
市立小・中学校に通う場合、学区は以下の通りとなる。
| 番地 | 小学校               | 中学校             |
| ---- | -------------------- | ------------------ |
| 全域 | 千葉市立幕張東小学校 | 千葉市立幕張中学校 |

## 交通

### 一般道路
- 千葉県道57号 千葉鎌ヶ谷松戸線

### 高速道路
- E14 京葉道路（武石IC）

## 施設
- 千葉西税務署
- 三代王神社
- 京葉道路 武石インターチェンジ